# Andrij Maznyczenko
Andrij Maznyczenko, Andriej Mazniczenko (ur. 29 września 1966) – ukraiński lekkoatleta reprezentujący przez większość kariery Związek Radziecki, który specjalizował się w rzucie oszczepem. 
W 1985 został mistrzem Europy juniorów. 
Medalista mistrzostw Ukrainy i reprezentant kraju w meczach międzypaństwowych. 
Rekord życiowy: nowy model oszczepu – 82,78 (25 lutego 1990, Adler); stary model – 82,32 (28 września 1985, Poiana Brașov).